# Teluri hexafluoride
Telu hexafluoride là một hợp chất vô cơ có thành phần gồm hai nguyên tố telu và flo với công thức hóa học TeF6. Hợp chất này tồn tại dưới dạng thức là một chất khí không màu, độc tính cao và có mùi cực kỳ khó chịu.

## Điều chế
Telu hexafluoride được điều chế nhiều nhất bằng cách đưa khí flo vào telu ở nhiệt độ 150 ℃. Dưới nhiệt độ này thì một hỗn hợp các hợp chất fluoride thấp hình thành, bao gồm telu tetrafluoride và đitelu decafluoride. Ngoài ra, hợp chất này cũng có thể được điều chế bằng cách đưa khí flo vào TeO3 hoặc gián tiếp bằng phản ứng TeO2 với SeF4 để tạo ra TeF4 và sau đó làm nóng TeF4 ở nhiệt độ 200 ℃ để tạo ra hợp chất TeF6 và Te.

## Phản ứng
Không giống hợp chất tương tự của nguyên tố lưu huỳnh, telu hexafluoride không có tính chất hóa học. Điều này có thể được giải thích bằng việc cho bán kính nguyên tử lớn hơn có thể phối hợp tối đa tám nguyên tử chứ không phải là sáu đối với lưu huỳnh và selen cho phép tấn công hạt nhân. TeF6bị thủy phân trong nước tạo ra hợp chất Te(OH)6 và phản ứng với Te dưới nhiệt độ 200 ℃.